# Vojko Krstulović
Vojko Krstulović "Švora" (Split, 22. prosinca 1918. – Split, 22. lipnja 1944.), bio je hrvatski politički djelatnik i novinar iz redova HSS-a.

## Životopis
Rodio se u Velom Varošu, u siromašnoj radničkoj obitelji od oca Franje, radnika, i majke Barbarine r. Vrdoljak, kućanice. Imao je mlađeg brata, Tonća. Rani gubitak oca je samo pogoršao njegov socijalni status te je u ranoj mladosti spoznao tegobu neimaštine.
Osnovnu školu je pohađao u Splitu. Srednju školu je također pohađao u Splitu. Prvo je išao u sjemenište, a nakon 1. razreda se 1931. prebacio u Klasičnu gimnaziju, gdje je bio razredni kolega s Živkom Jeličićem, kasnije poznatim hrvatskim književnikom. Godine 1934. se kao šesnaestogodišnjak učlanio u HSS. Kad se osnovala Omladinska organizacija HSS-a, kojoj je bio osnivačem,  izabran je za njezina prva predsjednika. Bio je ujedno i zadnjim predsjednikom te organizacije u Splitu. Svoj aktivizam nije ograničio samo na grad Split, nego i splitsku okolicu, pa i dalje: Šibenik, Sušak.
Godine 1936. na 1937. je napravio stanku sa školom te je 1937. radio kao sukorektor u Jadranskom dnevniku. Poslije je nastavio školovanje. Otišao je na Trgovačku akademiju, koju je završio u travnju 1941. godine, dolaskom talijanskih okupatora.
Pokrenuo je nekoliko listova, za koje je ujedno i pisao priloge: Novi dani (1938.), Za slobodu i stare pravice (1939.), Pokret hrvatske mladice (1940.). Od 1939. godine je tehnički tajnik HSS-a i pomoćnik Luki Čuliću i Desimiru Jakaši u Hrvatskom radničkom savezu.
Talijanskom okupacijom odlazi u Omiš, koji je bio dijelom NDH, i koji mu je ostao novom adresom sve do pada Italije, kad se vratio u Split. Intenzivirao je suradnju s predratnim HSS-ovcima, osobito s Ivankom Farolfijem.
Bio je student Visoke ekonomske komercijalne škole u Zagrebu. 
Komunističkoj partiji Jugoslavije nije bio po volji. U svojim su ga letcima blatili i izrugivali se njegovom radu, prikazivali ga izdajnikom i fašističkim kolaborantom, sumnjičeći ga da je potkazivao sugrađane Nijemcima i Talijanima. 22. lipnja 1944. ga je revolverom ubio Tito Kirigin i još neki skojevac ispred kuće u Barakovićevoj (na ondašnjem Ustaškom putu kod Barakovićeve). Pred smrt je dobivao prijeteća pisma. Kao velikom radićevcu, mačekovci odmah su tiskali plakat u kojem su pozvali pučanstvo neka u znak žalosti zbog ovog terorističkog čina objesi crne zastave, da ne radi, dok su ustaše službeno zabranile promet na tržištu. Omladinska organizacija HRSS-a dalmatinske Hrvatske objavila je letak te je spjevana pjesma. Suborci su se oglasili osmrtnicom.
U spomen su na Vojka Krstulovića njegovi učenici izdali knjigu Za slobodu i stare pravice.